# Lucjan Bekerman
Lucjan Bekerman (ur. 13 sierpnia 1886, zm. 19 sierpnia 1940) – polski doktor praw, karnista, prokurator Sądu Najwyższego w okresie II Rzeczypospolitej.

## Życiorys
Urodził się 13 sierpnia 1886 w rodzinie Leona. Ukończył studia prawnicze uzyskując tytuł doktora praw. Został mianowany podprokuratorem Sądu Okręgowego w Warszawie od 1 września 1917. W okresie II Rzeczypospolitej był podprokuratorem przy Sądzie Apelacyjnym i prokuratorem Sądu Najwyższego. W 1933 także w Ministerstwie Sprawiedliwości pełnił obowiązki naczelnika Wydziału Prawa Międzynarodowego. Został mianowany przez Prezydenta RP Ignacego Mościckiego pełnomocnikiem w zakresie traktatu o ekstradycji i pomocy prawnej w sprawach karnych między Rzecząpospolitą Polską a Związkiem Szwajcarskim, podpisanym w Bernie dnia 19 listopada 1937.
Po wybuchu II wojny światowej przedostał się do Rumunii. Zmarł 19 sierpnia 1940. Został pochowany na cmentarzu w Krajowej.

## Ordery i odznaczenia
- Krzyż Oficerski Orderu Odrodzenia Polski (7 listopada 1925)[5]